# Lijst van nummer 1-hits in Frankrijk in 1987
Deze hits stonden in 1987 op nummer 1 in de SNEP Single Top 50, de bekendste hitlijst in Frankrijk.
| Datum        | Artiest         | Titel                                 |
| ------------ | --------------- | ------------------------------------- |
| 3 januari    | Elsa            | T'en va pas                           |
| 10 januari   | Elsa            | T'en va pas                           |
| 17 januari   | Elsa            | T'en va pas                           |
| 24 januari   | Elsa            | T'en va pas                           |
| 31 januari   | Elsa            | T'en va pas                           |
| 7 februari   | Elsa            | T'en va pas                           |
| 14 februari  | Elsa            | T'en va pas                           |
| 21 februari  | Elsa            | T'en va pas                           |
| 28 februari  | Francis Lalanne | On se retrouvera                      |
| 7 maart      | Francis Lalanne | On se retrouvera                      |
| 14 maart     | Francis Lalanne | On se retrouvera                      |
| 21 maart     | Francis Lalanne | On se retrouvera                      |
| 28 maart     | Francis Lalanne | On se retrouvera                      |
| 4 april      | Francis Lalanne | On se retrouvera                      |
| 11 april     | Licence IV      | Viens boire un p'tit coup à la maison |
| 18 april     | Licence IV      | Viens boire un p'tit coup à la maison |
| 25 april     | Licence IV      | Viens boire un p'tit coup à la maison |
| 2 mei        | Licence IV      | Viens boire un p'tit coup à la maison |
| 9 mei        | Licence IV      | Viens boire un p'tit coup à la maison |
| 16 mei       | Licence IV      | Viens boire un p'tit coup à la maison |
| 23 mei       | Licence IV      | Viens boire un p'tit coup à la maison |
| 30 mei       | Licence IV      | Viens boire un p'tit coup à la maison |
| 6 juni       | Licence IV      | Viens boire un p'tit coup à la maison |
| 13 juni      | Licence IV      | Viens boire un p'tit coup à la maison |
| 20 juni      | Licence IV      | Viens boire un p'tit coup à la maison |
| 27 juni      | Licence IV      | Viens boire un p'tit coup à la maison |
| 4 juli       | Licence IV      | Viens boire un p'tit coup à la maison |
| 11 juli      | Madonna         | La isla bonita                        |
| 18 juli      | Madonna         | La isla bonita                        |
| 25 juli      | Madonna         | La isla bonita                        |
| 1 augustus   | Vanessa Paradis | Joe le taxi                           |
| 8 augustus   | Vanessa Paradis | Joe le taxi                           |
| 15 augustus  | Vanessa Paradis | Joe le taxi                           |
| 22 augustus  | Vanessa Paradis | Joe le taxi                           |
| 29 augustus  | Vanessa Paradis | Joe le taxi                           |
| 5 september  | Vanessa Paradis | Joe le taxi                           |
| 12 september | Vanessa Paradis | Joe le taxi                           |
| 19 september | Vanessa Paradis | Joe le taxi                           |
| 26 september | Vanessa Paradis | Joe le taxi                           |
| 3 oktober    | Vanessa Paradis | Joe le taxi                           |
| 10 oktober   | Vanessa Paradis | Joe le taxi                           |
| 17 oktober   | Los Lobos       | La bamba                              |
| 24 oktober   | Los Lobos       | La bamba                              |
| 31 oktober   | Los Lobos       | La bamba                              |
| 7 november   | Los Lobos       | La bamba                              |
| 14 november  | Los Lobos       | La bamba                              |
| 21 november  | Los Lobos       | La bamba                              |
| 28 november  | Los Lobos       | La bamba                              |
| 5 december   | Los Lobos       | La bamba                              |
| 12 december  | Los Lobos       | La bamba                              |
| 19 december  | Los Lobos       | La bamba                              |
| 26 december  | Los Lobos       | La bamba                              |